# Jesper Daland
Jesper Normann Daland (Kristiansand, 6 januari 2000) is een Noors voetballer die sinds 2024 uitkomt voor Cardiff City FC.

## Carrière
Daland ondertekende in mei 2021 een vierjarig contract bij de Belgische eersteklasser Cercle Brugge. In augustus 2024 maakte hij de overstap naar Cardiff City FC.